# أوسامو هاياشي
أوسامو هاياشي (باليابانية: 林修؛ بالكانا: はやし おさむ) هو محاضر وتارينتو ياباني، ولد في 2 سبتمبر 1965 في ناغويا في اليابان.

## وصلات خارجية
- الموقع الرسمي